# Joniškis (plaats)
Joniškis is een stad in het noorden van Litouwen en ligt vlak bij de grens met Letland. Het ligt aan de spoorwegverbinding en snelweg tussen Šiauliai en Riga. Sinds 2005 voert de belangrijke verbinding niet meer door het stadje zelf, zodat het grensverkeer het stadje niet meer doorkruist.
De stad is terug te vinden in historische werken in 1523 en kreeg in 1616 stadsrechten.
De stad heeft een zusterverband met de stad Sulingen in Duitsland en met de stad Võru in Estland.